# Otto Furuhjelm
Johan Otto Wladimir Furuhjelm (ryska: Оттон Васильевич Фуругельм, Otton Vasiljevitj Furugeljm), född 1 juni 1819 i Åbo, död 5 juni 1883 i Sankt Petersburg, var en finländsk militär i rysk tjänst. Han var kusinbarn till Victor Furuhjelm.
Furuhjelm var generallöjtnant, han ägnade sig med stort intresse åt historisk forskning och hemförde från Moskva åtskilliga handskrifter som berörde äldre förbindelser mellan Finland och Ryssland. Skrifterna donerades senare till Finlands statsarkiv. Han donerade även betydande summor för främjande av historisk forskning.